# Tomás Lecanda
Tomás Leonardo Lecanda (Martínez, 29 gennaio 2002) è un calciatore argentino, difensore del San Martín (SJ) in prestito dal Tigre.

## Carriera

### Club
Cresciuto nel settore giovanile del River Plate, debutta in prima squadra il 20 maggio 2021, in occasione dell'incontro della Coppa Libertadores vinto per 2-1 contro il Santa Fe. Il 9 ottobre seguente ha esordito in Primera División, disputando l'incontro vinto per 0-1 contro il Banfield. Dal gennaio al giugno del 2022 ha giocato in prestito al Barracas Central, con cui ha disputato 5 incontri nella Copa de la Liga Profesional 2022; successivamente sempre nel 2022 ha anche giocato in prestito all'Aldosivi.

### Nazionale
Nel 2019 ha totalizzato nove presenze e tre reti con la maglia della nazionale argentina Under-17, prendendo parte anche al campionato sudamericano e al Mondiale di categoria nello stesso anno.

## Statistiche

### Presenze e reti nei club
Statistiche aggiornate al 4 dicembre 2022.
| Stagione        | Squadra          | Campionato      | Campionato | Campionato | Coppe nazionali | Coppe nazionali | Coppe nazionali | Coppe continentali | Coppe continentali | Coppe continentali | Altre coppe | Altre coppe | Altre coppe | Totale | Totale |
| Stagione        | Squadra          | Comp            | Pres       | Reti       | Comp            | Pres            | Reti            | Comp               | Pres               | Reti               | Comp        | Pres        | Reti        | Pres   | Reti   |
| --------------- | ---------------- | --------------- | ---------- | ---------- | --------------- | --------------- | --------------- | ------------------ | ------------------ | ------------------ | ----------- | ----------- | ----------- | ------ | ------ |
| 2021            | River Plate      | PD              | 1          | 0          | CA+CdL          | 0               | 0               | CL                 | 2                  | 0                  |             | -           | -           | 3      | 0      |
| gen.-giu. 2022  | Barracas Central | PD              | 0          | 0          | CA+CdL          | 0+5             | 0               |                    | -                  | -                  |             | -           | -           | 5      | 0      |
| lug.-dic. 2022  | Aldosivi         | PD              | 10         | 0          | CA+CdL          | 0               | 0               |                    | -                  | -                  |             | -           | -           | 10     | 0      |
| Totale carriera | Totale carriera  | Totale carriera | 11         | 0          |                 | 5               | 0               |                    | 2                  | 0                  |             | -           | -           | 18     | 0      |

## Palmarès

### Club

#### Competizioni nazionali
- Campionato argentino: 1

River Plate: 2021